# Dacian Varga
Dacian Șerban Varga (* 15. Oktober 1984 in Petroșani) ist ein rumänischer ehemaliger Fußballspieler.

## Karriere

### Verein
Die Karriere von Varga begann im Jahr 2003 beim Hauptstadtklub Sportul Studențesc in der Divizia B. Am Saisonende stieg er mit seiner Mannschaft in die Divizia A auf. Dort kam er im ersten Jahr nur auf wenige Einsätze, wurde in der Spielzeit 2005/06 jedoch zum festen Bestandteil des Teams. Am Saisonende stand das Team auf dem vierten Platz und verpasste nur knapp die Qualifikation zum UEFA-Pokal, musste aufgrund von Steuerschulden jedoch absteigen. Varga blieb Sportul auch eine Liga tiefer treu, verpasste jedoch in den beiden folgenden Spielzeiten den Wiederaufstieg.
In der Winterpause 2008/09 wurde Varga an den Erstligisten Unirea Urziceni ausgeliehen. Dies erwies sich für ihn als Glücksfall, denn mit Unirea konnte er die Meisterschaft 2009 gewinnen. Anschließend wurde das Leihgeschäft um ein halbes Jahr verlängert, jedoch kam Varga in der Hinrunde 2009/10 nur noch auf wenige Einsätze. In der Winterpause wechselte er auf Leihbasis zu Ligakonkurrent Rapid Bukarest, wurde dort aber nur einmal eingesetzt.
Im Sommer 2010 kehrte Varga schließlich zu Sportul zurück, das mittlerweile in die Liga 1 aufgestiegen war. Zur Winterpause hatte er zwar bereits sieben Tore erzielt, stand mit seinem Klub aber auf dem letzten Tabellenplatz. Dieser vereinbarte ein Leihgeschäft mit dem russischen Erstligisten FK Kuban Krasnodar. Dort konnte er sich für die Meisterrunde qualifizieren. Zu Beginn des Jahres 2012 kehrte er zu Sportul zurück, kam jedoch in der Rückrunde 2011/12 zu keinem Einsatz und konnte so den Abstieg seines Teams nicht verhindern. Im Sommer 2012 wurde Varga für ein halbes Jahr an den FC Vaslui ausgeliehen. Nach seiner Rückkehr Anfang 2013 kam Varga für Sportul nicht mehr zum Einsatz. Er verpasste die Rückrunde 2012/13 und sein Verein meldete sich kurz nach Beginn der Saison 2013/14 vom Spielbetrieb ab. Er war ein halbes Jahr ohne Verein, ehe ihn Anfang 2014 CSU Craiova unter Vertrag nahm, mit dem er in die Liga 1 aufstieg. Anfang März 2015 wurde sein Vertrag in Craiova aufgelöst.
Im Sommer 2015 wechselte Varga zunächst zu ASA Târgu Mureș, heuerte aber bereits zwei Wochen später bei Petrolul Ploiești an. Mit Petrolul musste er am Saisonende absteigen. Seitdem ist er ohne Verein.

### Nationalmannschaft
Varga debütierte am 11. Februar 2009 im Trikot der rumänischen Nationalmannschaft, als er im Freundschaftsspiel gegen Kroatien in der 87. Minute für Ciprian Marica eingewechselt wurde. Im Oktober 2009 nominierte Nationaltrainer Răzvan Lucescu ihn erneut für sein Aufgebot. Im WM-Qualifikationsspiel gegen Serbien stand er in der Startaufstellung. Danach dauerte es zwei Jahre, ehe er im November 2011 erneut berufen wurde.

## Erfolge
- Rumänischer Meister: 2009
- Aufstieg in die Liga 1: 2004, 2014